# Eurytemora composita
Eurytemora composita är en kräftdjursart som beskrevs av Keiser 1929. Eurytemora composita ingår i släktet Eurytemora och familjen Temoridae. Inga underarter finns listade i Catalogue of Life.